# 좋지 아니한가
"좋지 아니한가"는 2007년에 개봉한 대한민국의 영화이다.

## 줄거리
한 가족을 둘러싸고 벌어지는 독특한 에피소드를 통해 진정한 가족의 의미를 찾는 영화이다.

## 캐스팅
- 천호진 - 심창수 역
- 문희경 - 오희경 역
- 김혜수 - 오미경 역
- 유아인 - 심용태 역
- 황보라 - 심용선 역
- 정유미 - 유하은 역
- 박해일 - 경호 역 (우정출연)
- 이기우 - 진성 역
- 임혁필 - 성식 역
- 김병옥 - 이익선 역
- 조덕현 - 강변 중년남 역
- 홍경연 - 중년남 부인 역
- 조수정 - 중년남 첫째딸 역
- 하유미 - 중년남 둘째딸 역
- 우기홍 - 영준 역
- 박현영 - 허정란 역
- 탁용신 - 교장선생님 역
- 김보영 - 영어선생님 역
- 손광업 - 용태담임 역
- 송인화 - 핸드폰 여학생 역
- 이은혜 - 용선 친구 역
- 김동진 - 용태반 남학생1 역
- 김선중 - 용태반 남학생2 역
- 이혜수 - 유학파 여학생 역
- 장은혜 - 질문 여학생 역
- 김재록 - 사진사 역
- 김화란 - 희경병실 침대녀 역
- 권영현 - 침대녀 남편 역
- 이정은 - 의사 역
- 이진영 - 간호사 역
- 오성일 - 금치산자 역
- 최현철 - 모델하우스 미술강사 역
- 강소영 - 편의점 점원 역
- 이상보 - 커피점 직원 역
- 박규정 - 원조교제남 역
- 이재은 - 하은 모 역
- 백경인 - 사업설명회장 차력사 역
- 신민철 - 사업설명회장 탐험가 역
- 이대헌 - 사업설명회장 토인 역
- 김요한 - 강변 꼬마 역
- 김보라 - 강변 학생1 역
- 최은혜 - 강변 학생2 역
- 서범열 - 강변남 동생 역
- 김상식 - 강변남 동생친구 역
- 최희선 - 아나운서 목소리 역
- 동서울대학교 연극영화과 학생들 - 단편영화 속 마까레나 원시인들/사업설명회장 진행요원들 역

## 제목 관련
정확한 제목은 '좋지 아니한家'이다. 이전에는 '심's 가족'으로 알려졌으나 너무 한 가족에 국한된 영화처럼 보이지 않기 위해 변경했다. 정윤철 감독은 이 영화를 통해 가족뿐만 아니라 사람들 사이의 관계를 얘기한다고 밝혔으며 덤덤한 캐릭터들로 꾸린 영화라고 밝혔다. 그렇기 때문에 “사실 '좋지 아니한家'에는 괄호가 있다. (덤덤하니) 좋지 아니한가. (이렇게 모여사니) 좋지 아니한가. (가끔은 달을 보니) 좋지 아니한가. 아주 덤덤한 제목이다. 뭔가 답을 주고 이해시키려는 제목이 아니다.”라고 말했다.
영어 제목 'Skeletons in the Closet'(벽장 속의 해골)은 영어 속담 ‘Every family has skeletons in the closet’에서 따왔다. 모든 가족은 비밀 혹은 남들이 모르는 무언가를 가지고 있다는 뜻이다.

## 촬영
전라북도 전주시 완산구에 있는 전주성심여자중학교, 덕진구 진북동 도토리골과 어은교(쌍다리)에서 주요 장면을 촬영했다. 특히 전주천은 영화에서 가족의 갈등이 극대화되는 곳으로 중요한 장소다. 정윤철 감독은 전주에 최첨단 도시와 시골이 공존하는 느낌이 좋았으며, 전주천은 너무 지저분하거나 인공적이지 않아 촬영장소로 선택했다고 밝였다.

## 삽입 음악
크라잉넛은 영화 시나리오를 읽고 주제곡 작업에 참여했다. 동명의 타이틀곡 '좋지 아니한가'가 담긴 싱글앨범은 2007년 2월 13일에 발매됐다. 또한 1절은 크라잉넛이 부르고 2절은 배우들이 부른 하프버전이 있으며 뮤직비디오도 공개됐다. 타이틀곡을 포함해 영화에 사용된 음악은 다음과 같다.
- 순이 우주로 - 크라잉넛
- 오드리 - 크라잉넛
- 다죽자 - 크라잉넛
- Honey - 크라잉넛
- 좋지아니한가 - 크라잉넛
- Macarena - 로스 델 리오(Los Del Rio)
- A Summer Long Since Passed - Virginia Astley
- Welcome To My World - 짐 리브스(Jim Reaves)
- Oscar Wilde - 킹스턴 루디스카
- Purple Dog Square - 킹스턴 루디스카

## 수상 및 후보
| 연도 | 시상식                     | 구분 | 내용                    | 내용   |
| ---- | -------------------------- | ---- | ----------------------- | ------ |
| 2007 | 제8회 부산영화평론가협회상 | 수상 | 여우조연상              | 문희경 |
| 2007 | 제8회 부산영화평론가협회상 | 수상 | 신인여우상              | 황보라 |
| 2007 | 제28회 청룡영화상          | 후보 | 신인남우상              | 유아인 |
| 2007 | 제28회 청룡영화상          | 후보 | 신인여우상              | 황보라 |
| 2007 | 제28회 청룡영화상          | 후보 | 음악상                  | 지박   |
| 2007 | 제10회 디렉터스 컷 시상식  | 수상 | 올해의 여자신인연기자상 | 황보라 |
| 2008 | 제2회 아시안 필름 어워드   | 후보 | 남우조연상              | 천호진 |
| 2008 | 제2회 아시안 필름 어워드   | 후보 | 여우조연상              | 김혜수 |